# Svenska Mästerskapet 1898
Il Campionato svedese di calcio 1898 (svedese: Svenska Mästerskapet i Fotbol 1898) è stato la 3ª edizione del torneo. 
È stata vinta dall'Örgryte, che ha battuto l'AIK.

## Partecipanti
| Club    | Città     | Stagione precedente |
| ------- | --------- | ------------------- |
| AIK     | Stoccolma | Esordiente          |
| Örgryte | Göteborg  | Campione di Svezia  |

## Tabellino
| Stoccolma 30 luglio 1897, ore CEST | AIK             | 0 – 3 | Örgryte | Gärdet (200 spett.)\| Arbitro: \| Wilhelm Friberg \| |
| Arbitro:                           | Wilhelm Friberg |       |         |                                                      |